# Championnat du Portugal de football de troisième division 2024-2025
je vais demander contrat 3e division